# Kim Hye-su
Dans ce nom coréen, le nom de famille, Kim, précède le nom personnel Hye-su.
Kim Hye-su (hangeul : 김혜수 ; hanja : 金憓秀 ; RR : Gim Hye-su ; MR : Kim Hyesu) est une actrice sud-coréenne, née le 5 septembre 1970 à Pusan. Elle est l'une des actrices adolescentes les plus populaires des années 1980 et 1990, également connue pour son indépendance et ses rôles de femmes sophistiquées.
Elle commence sa carrière, en 1985, dans une publicité pour Nestlé Milo. Elle fait ses débuts au cinéma en tant qu'actrice principale dans le film Kambo (깜보, 1986), pour lequel elle reçoit sa première distinction en tant que meilleure nouvelle actrice à la cérémonie des Baeksang Arts Awards, en 1987. Elle est la plus jeune lauréate du Blue Dragon Film Award de la meilleure actrice principale pour First Love en 1993. Son rôle le plus réussi commercialement est celui de Madame Jeong dans le film policier tazza: The High Rollers (2006), qui lui permet de remporter son troisième Blue Dragon Film Award de la meilleure actrice.
Outre ses performances au cinéma, elle apparaît dans de nombreuses séries télévisées à succès, notamment Partner (1994-1998), Did We Really Love? (1999), Royal Story: Jang Hui-bin (2002), The Queen of Office (2013), Signal (2016), Hyena (2020), Juvenile Justice (2022) et Under the Queen's Umbrella (2022).

## Biographie

### Jeunesse et éducation
Kim Hye-su naît le 5 septembre 1970 à Pusan, dans le district de Dongnae. Elle est la deuxième de cinq enfants. Elle déménage et fréquente l'école primaire Midong de Séoul (ko) alors qu'elle est en troisième année à l'école primaire nationale de Pusan en raison du travail de son père. En tant qu'étudiante, elle est membre de l'équipe nationale de démonstration de taekwondo pour enfants et, en avril 1982, elle est la bouquetière pour présenter un bouquet à Juan Antonio Samaranch, le septième président du Comité international olympique (CIO).

### Carrière

#### 1985-1991: débuts de carrière et percée dans le cinéma
En 1985, Kim Hye-soo apparaît dans une publicité pour Nestlé Milo, ainsi que dans le premier clip vidéo K-pop, la chanson titre Empty In The Air de Cho Yong-pil.
En 1986, elle fait ses débuts au cinéma dans Kambo alors qu'elle est étudiante en première année de lycée. Elle remporte également le prix de la meilleure nouvelle actrice pour Kambo à la 23e cérémonie des Baeksang Arts Awards. Elle joue ensuite les rôles principaux dans les séries télévisées Samogok (1987), Sun Shim-yi (1988) et Senoya (1989). Elle partage la vedette avec Roh Joo-hyun (en) dans When The Flowers Bloom And The Birds Cry (1990).
En 1991, elle décroche le rôle principal dans Lost Love.

#### 1992-1998: séries télévisées et succès cinématographique
Kim Hye-soo est surnommée la « star du shitajiki » des années 1980 en raison de la popularité des cartons à crayons imprimés à son image. Elle est également nommée membre de la « Troïka des années 1990 » en Corée du Sud avec ses contemporains Kim Hee-sun et Shim Eun-ha (en) pour leur renommée nationale.
En 1993, elle joue le rôle principal dans le film First Love et est acclamée par la critique pour son interprétation de l'archétype de la jeune fille innocente, remportant le Blue Dragon Film Award de la meilleure actrice principale et lui valant le titre de Nation's First Love bien que le film soit un échec au box-office,.

#### 1999-2004: évolution de sa carrière
En deux décennies, Kim Hye-soo accumule une filmographie importante de rôles principaux et secondaires, notamment dans la série télévisée Did We Really Love? (en) avec Bae Yong-joon et Revenge and Passion avec Ahn Jae-wook (en), ainsi que le film Tie a Yellow Ribbon (1998). Dans les années 2000, elle se concentre davantage sur sa carrière au cinéma qu'à la télévision, notamment dans Kick the Moon (en), YMCA Baseball Team (en) et Trois Histoires de l'au-delà. À cette époque, elle réinvente son image de femme fatale glamour et confiante dans Hypnotized (2004).

#### 2005-2011: Reprise parTazza
Les rôles de Kim dans The Red Shoes (en) (2005) et Tazza: The High Rollers (2006) sont ses plus reconnus et l'inscrivent sur la A-list de l'industrie cinématographique coréenne,. Divers rôles au cinéma suivent, comme celui d'une femme au foyer sortant secrètement avec un étudiant dans A Good Day to Have an Affair (en) ; une tante non affectée dans Shim's Family ; une prostituée dans Eleventh Mom (en) et une chanteuse de bar dans Modern Boy (en) (2008). Elle considère sa collaboration avec Han Suk-kyu dans Villain and Widow (en), en 2010, comme l'un des moments forts de sa carrière d'actrice,. En 2009, elle revient à la télévision avec Style (en), qui se déroule dans l'industrie de la mode,,. Elle suit cela avec le mélodrame mystérieux Home Sweet Home (en) en 2010,.
Fréquente animatrice de cérémonies de remise de prix de films et d'émissions de variétés télévisées, elle s'engage comme animatrice de l'émission d'actualités de MBC W. Observatrice passionnée de documentaires, elle est jugée par l'équipe de production comme une candidate idéale pour le programme, car celui-ci commence à se concentrer davantage sur les problèmes environnementaux et mondiaux. W with Kim Hye-soo est créée en juillet 2010, mais est annulée en octobre de la même année : elle critique la décision du réseau.

#### 2012-2015: succès cinématographique
En 2012, Kim Hye-soo retrouve le réalisateur de Tazza, Choi Dong-hoon, dans Les Braqueurs,,. Situé parmi les casinos de Macao, le film de casse est devenu l'un des films les plus rentables de l'histoire du cinéma coréen. Elle remporte le « Top Excellence Award, Actress in Film » à la 20e cérémonie des Korean Culture and Entertainment Awards. Cela est suivi par un second rôle dans le film historique Gwansang de Han Jae-rim.

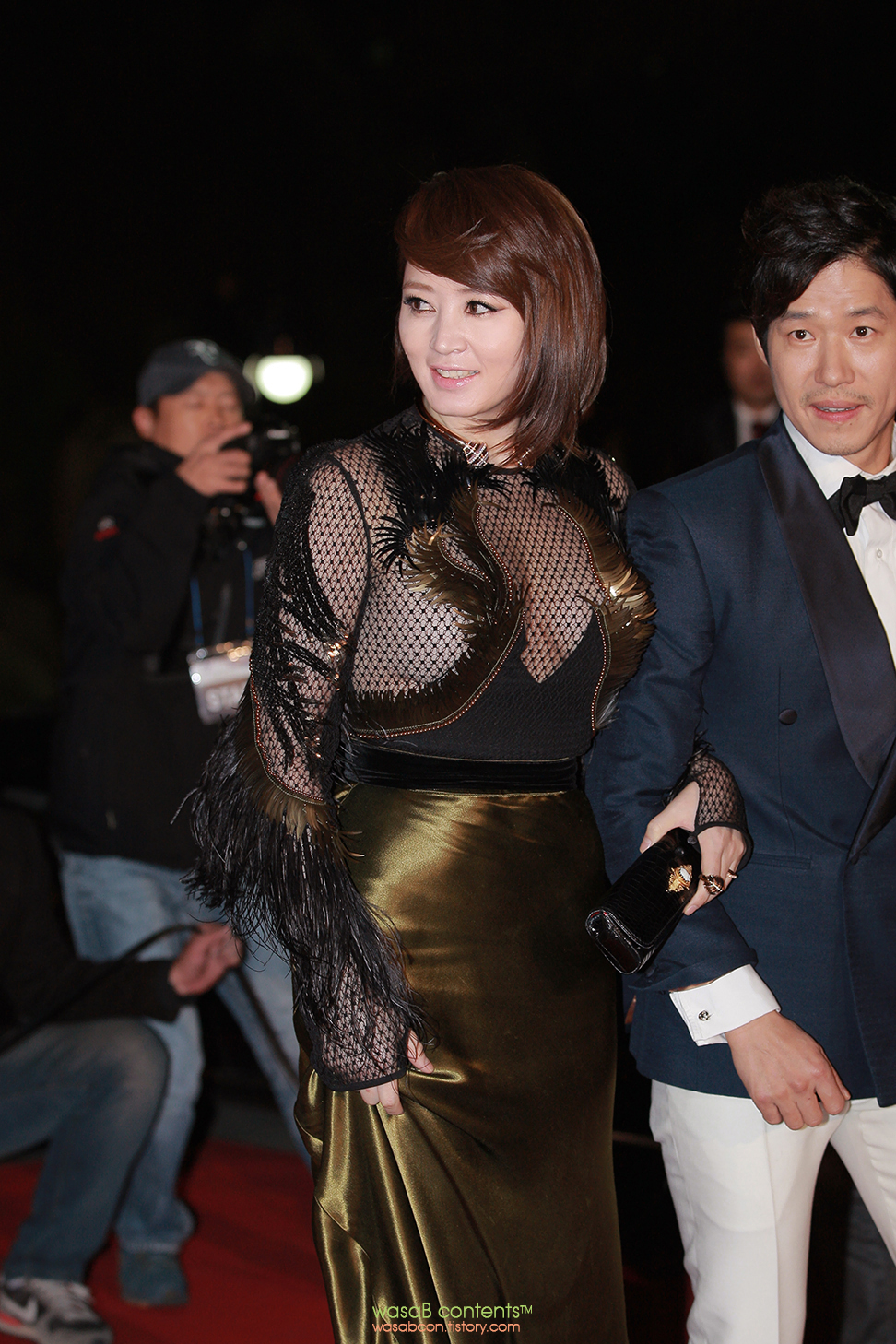
Kim Hye-soo avec Yoo Jun-sang à la 34e édition des Blue Dragon Film Awards en 2013.

En 2013, elle est la vedette de la comédie romantique The Queen of Office (en) — également connue sous le nom de Goddess of the Workplace, une adaptation du drama japonais Haken no Hinkaku (2007),.
En 2015, elle apparaît ensuite dans Coin Locker Girl (en), un rare film noir dirigé par des femmes. Elle dit que cela ne la dérange pas d'avoir l'air peu attrayante pour son rôle de cheffe du crime impitoyable, avec des maquilleurs ajoutant des taches de vieillesse sur son visage, du gris sur ses cheveux et de la graisse sur son ventre et ses hanches avec des prothèses. Kim déclare que c'était « mentalement angoissant » de décider d'accepter ou non le rôle, mais une fois qu'elle l'a fait, elle a ressenti « une montée d'excitation » à chaque fois qu'elle montait sur le plateau,,.

#### 2016-présent: retour à la télévision et au cinéma
En 2016, Kim Hye-soo fait son retour sur petit écran dans Signal pour la chaîne tvN, qui connait un succès à la fois critique et commercial. Dans le rôle de Cha Soo-hyun, elle joue aux côtés de Lee Je-hoon et Jo Jin-woong pour devenir la première femme policière du groupe de travail spécial, puis la cheffe de l'équipe des affaires non résolues de Séoul. Elle remporte le prix de la meilleure actrice à la 52e cérémonie des Baeksang Arts Awards, et celle des tvN10 Awards pour sa performance.
Elle joue ensuite dans la comédie dramatique Familyhood (en), film réalisé par Kim Tae-gon, avec Ma Dong-seok et Kim Hyun-soo (en). Elle est nommée comme meilleure actrice à la 25e cérémonie des Buil Film Awards, 37e des Blue Dragon Film Awards et 53e des Baeksang Arts Awards.
En 2017, elle joue également dans le film noir A Special Lady (en). Réalisé par Lee An-gyu, Kim incarne Na Hyun-jung, une femme qui devient la commandante en second d'une organisation de gangsters devenue une entité commerciale leader, face à Lee Sun-kyun et Lee Hee-joon (en),,.

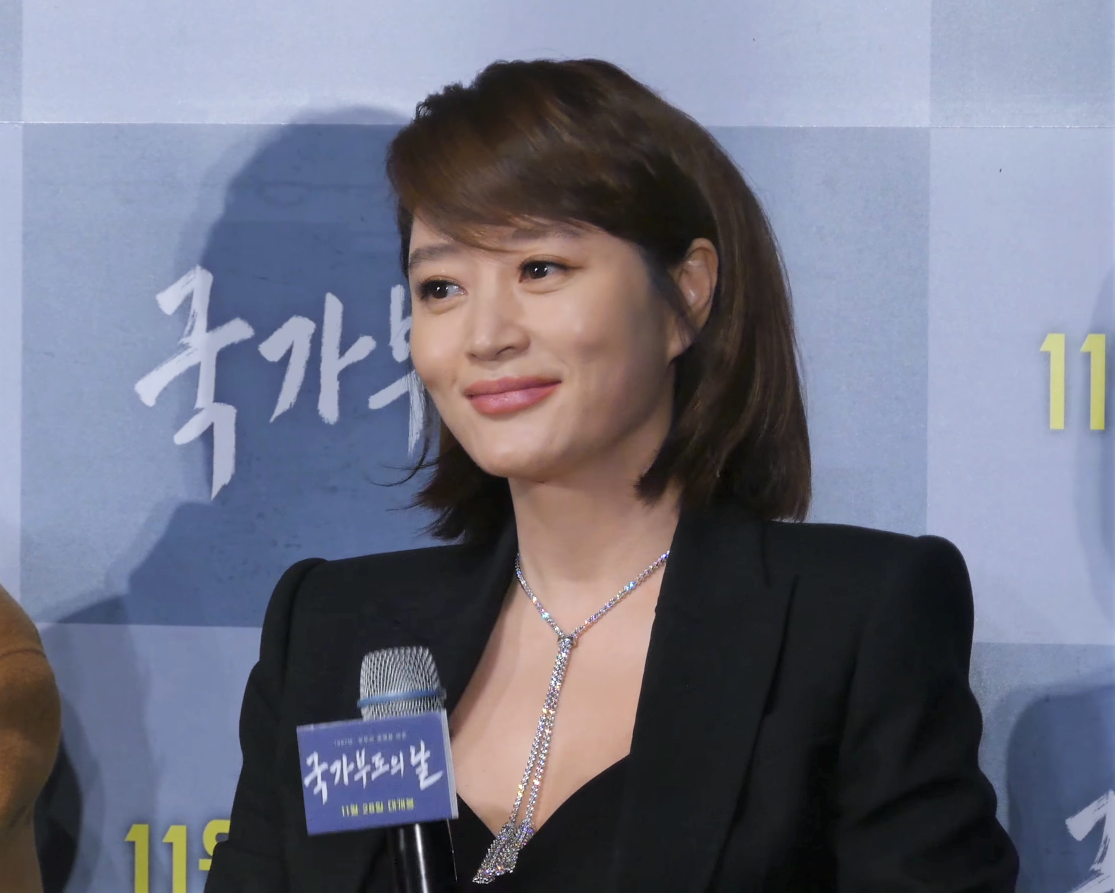
Kim Hye-su en 2018.

En 2018, elle apparaît dans le film sur la crise du FMI, Default, aux côtés de Yoo Ah-in. Elle est nommée pour la meilleure actrice à la 55e cérémonie des Baeksang Arts Awards. En juillet, elle est choisie pour le film de science-fiction Return.
En juin 2019, il est confirmé qu'elle apparaîtra dans Naega jugdeon nal, le premier film de Park Ji-wan,. Elle est nommée à la 57e cérémonie des Baeksang Arts Awards dans la catégorie « Meilleure actrice »,.
En 2020, elle joue dans le drame juridique Hyena (en). Elle y interprète le rôle de l'avocate Jung Geum-ja, une véritable hyène qui court après l'argent et le succès quoi qu'il en coûte. Le drama est diffusé sur SBS TV, du 21 février au 11 avril 2020. Elle est nommée pour le prix de la meilleure actrice à la 56e cérémonie des Baeksang Arts Awards. Elle reçoit aussi le prix d'excellence aux Asia Contents Awards 2020 et aux Global OTT Awards pour sa performance.
En mars 2022, elle obtient un reconnaissance internationale pour son rôle de la juge Sim Eun-seok dans la série Juvenile Justice (en), sur Netflix, qui devient la série non-anglophone la plus populaire de la plateforme pendant deux semaines consécutives. Pour ce rôle, elle est nommée au prix de la meilleure actrice à la 58e cérémonie des Baeksang Arts Awards. La même année, elle apparaît dans le drama historique Under the Queen's Umbrella, sur tvN, en tant que la reine Im Hwa-ryeong.

### Vie privée

#### Image publique et caractère
Kim Hye-soo est un sex-symbol sud-coréen populaire depuis qu'elle a porté une robe décolletée en tant qu'animatrice des Blue Dragon Film Awards et lauréate de la meilleure actrice en 1993, emblématique de la révolution sexuelle de l'époque.
Elle est pour prendre bien soin des jeunes acteurs et est décrite par sa covedette Ma Dong-seok dans Juvenile Justice (en), déclarant : « Kim Hye-soo écrivait les noms d'acteurs inconnus dont elle trouvait le jeu bon, afin qu'elle puisse les recommander pour des scénarios appropriés à l'avenir », De nombreuses actrices, dont Son Ye-jin, Han Ji-min, Kim Nam-joo et Yum Jung-ah ont exprimé des remerciements et une gratitude particuliers à l'actrice.
Elle est titulaire d'une licence en théâtre et cinéma de l'université Dongguk. En 2013, elle admet avoir plagié son mémoire de maîtrise « Une étude sur la communication des acteurs », avec des parties copiées textuellement d'au moins quatre livres. Elle s'excuse pour ses actes, qui, selon elle, étaient dus à son emploi du temps chargé et à son ignorance du plagiat, considéré comme un délit grave. En conséquence, elle perd sa maîtrise en journalisme et en communication de masse,.

#### Relations
En 2001, Kim Hye-soo et l'acteur de genre Yoo Hae-jin se rencontrent pour la première fois, après le tournage du film Kick the Moon (en), et deviennent proches en 2006, après être apparus ensemble dans Tazza: The High Rollers. Des rumeurs selon lesquelles les deux se fréquentent font surface à partir de 2008, bien que tous deux nient continuellement toute implication amoureuse jusqu'au début des années 2010, lorsque des photographies des deux paparazzi sont publiées, et le couple confirme officiellement leur relation. Ils se séparent en 2011.

#### Philanthropie
En 2008, Kim Hye-soo fait don de la totalité des frais de narration du film documentaire Forgiveness, Are You at the End of the Way au fonds de soutien aux victimes d'actes criminels.
En avril 2009, elle expose son pop art à la Seoul Open Art Fair. L'un de ses collages est vendu pour 5 millions won et elle fait don de la somme à une œuvre caritative. Le 7 juillet, elle participe à la campagne « Le style rencontre l'art » co-animée par la chaîne câblée OnStyle et la Commission nationale coréenne pour l'UNESCO et fait don du produit de ses œuvres à la Commission nationale coréenne pour l'UNESCO.
En 2019, elle fait don de 100 millions won aux victimes des incendies de forêt touchés par l'incendie de Goseong.
En 2020, pour la pénurie de masques causée par la pandémie de COVID-19, elle fait don de 100 millions won à la Hope Bridge Disaster Relief Association.
Le 7 mars 2022, elle fait don de 100 millions won à la Hope Bridge Disaster Relief Association pour aider les victimes des feux de forêt à Uljin et Samcheok (ko) comme fonds de secours d'urgence. Le 9 août, elle fait un nouveau don de 100 millions won pour aider les personnes touchées par les inondations sud-coréennes par l'intermédiaire de la Hope Bridge Korea Disaster Relief Association.
Le 10 février 2023, elle fait un don de 100 millions won pour aider les enfants touchés par le tremblement de terre en Turquie-Syrie et donne de l'argent par l'intermédiaire de l'UNICEF et, le même mois, elle publie une photo du service de briquettes, qui sont des briquettes, dont elle a fait don. Le 17 juillet, elle fait encore don de 100 millions won pour aider à la reconstruction après les inondations en Corée du Sud par l'intermédiaire de la Hope Bridge National Disaster Relief Association.

## Filmographie

### Longs métrages
- 1986 : Ggambo (깜보) de Lee Hwang-lim : Na-young
- 1986 : My Daughter Saved from the Mire, Part II (수렁에서 건진 내 딸 2) de Kim Ho-sun : Yoo-ri
- 1988 : Grown-ups Just Don't Understand (어른들은 몰라요) de Lee Kyu-hyung : Yoo-ra
- 1988 : That Last Winter (그 마지막 겨울) de Jung So-young : Yeong-ae
- 1990 : Oseam (오세암) de Park Chul-soo : soeur Angela
- 1991 : Lost Love (잃어버린 너) de Won Jung-soo : Kim Yoon-hee
- 1993 : First Love (첫사랑) de Lee Myung-se : Park Yeong-shin
- 1994 : I Wish for What is Forbidden (나는 소망한다 내게 금지된 것을) de Jang Gil-su (caméo)
- 1994 : Life and Death of the Hollywood Kid (헐리우드 키드의 생애) de Jeong Ji-yeong (caméo)
- 1994 : Blue Seagull (블루시걸) de O Jung-il : Chae-rin (voix)
- 1995 : Dr. Bong (닥터봉) de Lee Kwang-hoon : Hwang Yeo-shin
- 1995 : The Eternal Empire (en) (영원한 제국) de Park Jong-won : Yoon Sang-ah
- 1995 : Bitter and Sweet (남자는 괴로워) de Lee Myung-se : Kim Hye-soo
- 1997 : Change (체인지) de Lee Jin-seok : Ko Eun-bi (apparition exceptionnelle)
- 1997 : Mister Condom (미스터 콘돔) de Yang Yun-ho : Seong-hee
- 1998 : Too Tired to Die (en) (투 타이어드 투 다이) de Wonsuk Chin : Anouk
- 1998 : Tie a Yellow Ribbon (찜) de Han Ji-seung : Chae-yeong
- 1999 : Doctor K (닥터 K) de Kwak Kyung-taek : Dr Pyo Ji-soo
- 2001 : Kick the Moon (en) (신라의 달밤) de Kim Sang-jin : Min Joo-ran
- 2002 : Trois Histoires de l'au-delà (쓰리) de Kim Jee-woon, Nonzee Nimibutr et Peter Chan : l'épouse
- 2002 : YMCA Baseball Team (en) (YMCA 야구단) de Kim Hyeon-seok : Min Jeong-rim
- 2004 : Hypnotized (얼굴없는 미녀) de Kim In-sik : Ji-soo
- 2005 : The Red Shoes (en) (분홍신) de Kim Yong-gyun : Soon-jae
- 2006 : Tazza: The High Rollers (타짜) de Choi Dong-hoon : Mme Jeong
- 2007 : A Good Day to Have an Affair (en) (바람 피기 좋은 날) de Jang Mun-il : Dew
- 2007 : Skeletons in the Closet (좋지 아니한가) de Chung Yoon-chul : Mi-kyeong
- 2007 : Eleventh Mom (en) (열한번째 엄마) de Kim Jin-sung : la femme
- 2008 : Modern Boy (en) (모던보이) de Jeong Ji-woo : Jo Nan-sil
- 2008 : Forgiveness (용서) de Jo Wook-hee : la narratrice (documentaire)
- 2010 : Villain and Widow (en) (이층의 악당) de Son Jae-gon : Hyeon-joo
- 2012 : Les Braqueurs (도둑들) de Choi Dong-hoon : Pepsee
- 2013 : Gwansang (관상) de Han Jae-rim : Yeon-hong
- 2015 : Coin Locker Girl (en) (차이나타운) de Han Jun-hee : Ma Woo-hee
- 2016 : Familyhood (en) (굿바이 싱글) de Kim Tae-gon : Joo-yeon
- 2017 : A Special Lady (en) (미옥) de Lee An-gyu : Na Hyeon-jeong
- 2018 : Default (국가부도의 날) de Choi Kook-hee : Han Shi-hyeon
- 2020 : Naega jugdeon nal (내가 죽던 날) de Park Ji-wan : Hyeon-soo
- 2023 : Smugglers (밀수) de Ryoo Seung-wan : Jo Choon-ja

Prochainement
- Return (귀환) de JK Youn

### Séries télévisées
- 1986 : Best Selling Theater - Doll's Classroom (베스트셀러극장 - 인형의 교실) : Oh Hye-sook
- 1986 : TV Literary Museum - Young Zelkova Tree (TV문학관 - 젊은 느티나무)
- 1987 : Samogok (사모곡) : Bo-wook
- 1988 : Jeux olympiques d'été de 1988 Special - Chunhyangjeon : Seong Choon-hyang
- 1988 : Sun Shim-yi (순심이) : Soon Shim-yi
- 1989 : Senoya (세노야) : Kang Jeong-ae
- 1990 : Erased Woman (지워진 여자) : Jeong Soo-min
- 1990 : When The Flowers Bloom And The Birds Cry (꽃 피고 새 울면) : Mi-kyeong
- 1990 : Three Families In One House (한지붕 세가족 시즌2) : Hye-sook (saison 2)
- 1990 : Fun World (재미있는 세상) : Seo Byung-sook
- 1991 : Best Theater - Midsummer Night's Dream (베스트극장 - 한여름 밤의 꿈)
- 1991 : Best Theater - Neighbor (베스트극장 - 이웃집 은이)
- 1991 : Chuseok Special - Gosu (추석 특집극 - 고수) : Oh Jeong-hee
- 1991 : Rosy Life (장미빛 인생) : Chae Jeong-seo
- 1992 : New Year Special - Cheonsa Is A Tomboy (신년 특집극 - 천사는 말괄량이) : Cheon-sa
- 1992 : Best Theater - Reasons to Love Someone (베스트극장 - 누군가를 사랑하려는 이유) : Kang-joo
- 1992 : Rainbow In Mapo (마포 무지개) : Park Yeong-mi
- 1993 : Pilot (파일럿) : Lee Ji-won
- 1993 : A Woman's Man (여자의 남자) : Kim Eun-yeong
- 1994 : Dokkaebiga Ganda (창사특집극 - 눈먼 새의 노래) : Choi In-yeong
- 1994 : Changsa Special - Song of a Blind Bird (창사특집극 - 눈먼 새의 노래) : Seok Kyeong-sook
- 1994–1998 : Partner (짝) : Cha Hae-soon
- 1995 : Love Pro, Marriage Amateur (사랑과 결혼) : Seo Ye-hee
- 1995 : The Basics of Romance (연애의 기초) : Il-yeong
- 1995 : Drama Game - Twilight of the Gods (드라마게임 - 신들의 황혼)
- 1996 : Oxtail Soup (곰탕)
- 1996 : Scent of Apple Blossoms (사과꽃 향기) : Seo Kyeong-joo
- 1997 : Changsa Special - Young (창사 특집극 - 새끼) : Soon-joo
- 1997 : Ms. & Mr. (미스&미스터)
- 1997 : Revenge and Passion (복수혈전) : Jeong Mi-kyeong
- 1999 : Did We Really Love? (en) (우리가 정말 사랑했을까) : Lee Shin-yeong
- 1999 : Kuk-hee (국희) : Min Kook-hee
- 2000 : Golden Era (황금시대) : Kim / Choi Hee-kyeong
- 2001 : Best Theater - Dear Hye-soo (베스트극장 - 사랑하는 혜수 언니) : elle-même
- 2002–2003 : Royal Story: Jang Hui-bin (en) (장희빈) : Jang Hui-bin (en)
- 2004–2005 : Han River Ballad (한강수타령) : Yoon Ga-young
- 2009 : Style (en) (스타일) : Park Ki-ja
- 2010 : Home Sweet Home (en) (즐거운 나의 집) :  Kim Jin-seo
- 2011 : Flower Boy Ramen Shop (꽃미남 라면가게) : la diseuse de bonne aventure (caméo ; saison 1, épisode 1)
- 2013 : The Queen of Office (en) (직장의 신) : Mlle Kim / Kim Jeom-seon
- 2016 : Signal (시그널) : Cha Soo-hyeon
- 2017 : Dr. Romantic (낭만닥터 김사부) : Lee Yeong-jo (caméo ; 2 épisodes)
- 2020 : Hyena (en) (하이에나) : Jeong Geum-ja
- 2022 : Under the Queen's Umbrella (슈룹) : la reine Im Hwa-ryeong
- 2022 : Juvenile Justice (en) (소년 심판) : Sim Eun-seok

## Théâtre
- 1993 : Agnes of God (en) (신의 아그네스) : Agnès, au Grand Théâtre du Centre culturel et artistique Daehakro à Séoul[83]

## Discographie
- 2008 : Why Don't You Do Right? (chanson de la bande originale de Modern Boy)
- 2008 : Blues of Colors
- 2008 : 개여울 (version japonaise)
- 2013 : Love is (chanson de la bande originale de The Queen of Office)